# Наталија Дил
Наталија Гојанес Дил Орико (порт. Nathalia Goyannes Dill Orrico; Рио де Жанеиро, 24. март 1986) је бразилска глумица.